# Helophorus arvernicus
Helophorus arvernicus är en skalbaggsart som beskrevs av Étienne Mulsant 1846. Helophorus arvernicus ingår i släktet Helophorus, och familjen halsrandbaggar. Arten har ej påträffats i Sverige.